# پسوریازیس خالدار
پسوریازیس خالدار (به انگلیسی: Guttate psoriasis) (هم‌چنین به‌عنوان پسوریازیس قطره‌ای شناخته می‌شود) یک نوع از پسوریازیس است که بیشتر در تنه فوقانی و اندام پروگزیمال به صورت ضایعات کوچک (۰٫۵-۱٫۵ سانتی‌متر در قطر) ظاهر می‌شود. آن اغلب در بزرگسالان جوان یافت می‌شود.: 410 : 194  پسوریازیس خالدار کلاسیکاٌ توسط یک عفونت باکتریایی، معمولاً عفونت دستگاه تنفسی فوقانی باعث می‌شود.: 726 